# العربة (شركة)
مجموعة العربة السعودية هي شركة سعودية لصناعة السيارات أنشئت عام 1980 يرأسها المهندس فوزي أيوب صبري والتي تتخذ من الرياض مقر لها كانت متخصصة في بدايتها في المقاولات العامة وتجارة السيارات. منذ 25 سنة مضت عملت الشركة في تعديل السيارات وأصبحت لديها الخبرة الكافية في هذا المجال.اليوم تتركز نشاطات هذه الشركة في تجهيز السيارات الأمنية وتعديل السيارات وتجهيز المصفحات العسكرية والباصات.
وفي عام 2003 صنعت أول سيارة سعودية الصنع باسم العربة 1.

## وصلات خارجية
- مجموعة العربة (قيد الإنشاء).